# Марсен, Фердинанд де
Фердинанд де Маршен (фр. Ferdinand de Marchin; 10 февраля 1656, Мехелен — 7 сентября 1706, под Турином), также называемый де Марсен (de Marsin) — французский военачальник, маршал Франции.

## Начало карьеры
Сын знаменитого военачальника Жана-Гаспара-Фердинанда де Маршена и Мари де Бальзак, графини де Клермон-д'Антраг.
Граф де Маршен и Священной Римской империи, маркиз де Клермон-д'Антраг, граф де Гравиль, барон де Дюн, сеньор де Мезьер и де Модав.
Сразу же после смерти отца (август 1673), Фердинанд с матерью покинул Льежское епископство и отправился в Париж, чтобы предложить свои услуги королю Франции. 12 апреля 1674 он получил недавно созданную роту Фландрских жандармов и чин капитан-лейтенанта. 11 августа командовал этой ротой в битве при Сенефе, где получил боевое крещение, а 29 декабря участвовал в битве при Мюльхаузене.
В 1676 году участвовал во взятии Конде (26.04), Бушена (11.05), и Эра (31.07), в 1677 году участвовал в битве при Касселе 11 апреля и взятии Сент-Омера 20-го.

## Война Аугсбургской лиги
С началом войны Аугсбургской лиги 24 августа 1688 произведен в бригадиры кавалерии, и в следующем году командовал жандармами в Германской армии маршала Дюраса.
В кампанию 1690 года воевал под началом герцога Люксембурга во Фландрии, был ранен в битве при Флёрюсе 1 июля.
В 1691 году был при осаде Монса, сдавшегося 9 апреля, затем был направлен в Мозельскую армию маршала Буфлера. В следующем году служил во Фландрской армии и сражался в битве при Стенкерке.
30 марта 1693 произведен в лагерные маршалы, участвовал в битве при Неервиндене 29 июля и осаде Шарлеруа, взятого 11 октября.
В августе 1694 году принимал участие в знаменитом марше французской армии из Виньямона к мосту Эспьера. После этой кампании стал рыцарем ордена Святого Людовика.
В 1695 году в Маасской армии маршала Буфлера занимался наблюдением за противником. 14 ноября 1695 был назначен генеральным директором кавалерии и переведен в Италию.
В 1696 году участвовал в осаде Валенцы, окончившейся подписанием 7 октября мира с императором и королем Испании.
В 1697 году под командованием маршала Катина принимал участие в осаде Ата, взятого 5 июня.
По окончании войны в феврале 1698 Марсен был отставлен от командования ротой Фландрских жандармов и направлен на службу в Кудёнский лагерь под Компьеном.

## Война за Испанское наследство. Посольство в Испанию
20 декабря 1700 Марсен был направлен в Миланское герцогство в армию маршала Катина, и 28 июня 1701 произведен в генерал-лейтенанты. Затем король назначил его чрезвычайным послом ко двору Филиппа Анжуйского, на смену Анри д'Аркуру.
Герцог де Сен-Симон в связи с этим назначением дает Марсену свою характеристику:

Это был человек крохотного роста, живого и веселого нрава, честолюбивый, всегда готовый на самую низкую лесть и на пустейшую болтовню, но при этом исполненный благочестия (...). Ума и ловкости Маршену было не занимать, и, несмотря на неудержимую болтливость, он был весьма благовоспитан, в армии принят в самом лучшем обществе и всегда оставался в наилучших отношениях с военачальником, под чьим командованием служил. Эти качества и определили его назначение на должность посла, для исполнения каковой он не обладал ни необходимыми способностями, ни знанием церемониала.— Сен-Симон. Мемуары. 1701—1707. Кн. I. С. 38
По словам Сен-Симона, Марсен был беден. Хотя его мать была наследницей семейного состояния, «сын ее, тот, о ком я веду речь, не стал от этого богаче, ибо был из тех, кого называют дырявым карманом».
В августе Марсен прибыл в Мадрид, а в следующем году сопровождал короля в Неаполь (15 апреля). 22 мая получил командование в Неаполе, в июле вместе с королем отправился в Миланскую область, и 15 августа сражался при Луццаре, где был трижды ранен и под ним были убиты две лошади.
Во время своего посольства он отказался что-либо принимать от принца, при котором был аккредитован. Ни земель, ни почестей, ни титулов, «потому что, — написал он королю, — это один из основных способов, чтобы заставить совет католического короля принять все предложения, которые будут угодны Вашему Величеству». И добавил, что, не имея ни семьи, ни намерения обзаводиться оной, полагает, что такая его жертва не должна почитаться ничтожной. Король написал в ответ, что очень тронут таким рвением, и обещал не забыть о благодарности.
В декабре, проводив Филиппа до Перпиньяна, Марсен был отозван в Париж, где ему «был оказан изумительный прием». 1 января 1703 на капитуле ордена Святого Духа Людовик XIV вознаградил Марсена за отказ принять от короля Испании орден Золотого руна и титул гранда, пожаловав в рыцари орденов короля. Орден Святого Духа был вручен ему на Сретенье 2 февраля 1703.
Затем король подарил Марсену право продажи губернаторства в Эре, вакантного после смерти генерала Филибера-Эмманюэля де Тессе, брата маршала Тессе.

## Кампания 1703 года
В кампанию того года герцог Бургундский был формально назначен командующим Германской армии маршала Таллара, а Марсен был приставлен к принцу для обеспечения безопасности. В качестве дежурного генерал-лейтенанта участвовал в осаде Брайзаха, капитулировавшего 6 сентября, и Ландау. 15 ноября сражался в битве на Шпейербахе.
Осенью 1703 курфюрст Баварский потребовал у короля отозвать маршала Виллара, командовавшего баварскими войсками, но вместо ведения военных действий занимавшегося грабежами, и вызвавшего в армии и при дворе всеобщую ненависть. По словам Сен-Симона, никто из имевшихся в распоряжении Людовика маршалов не годился для замены Виллара, поэтому 12 октября 1703 в Фонтенбло Марсен был назначен маршалом Франции, а 13-го получил полномочия командовать армией курфюрста Баварского.

Выбор пал на Маршена, находившегося тогда под Ландау, и к нему отправили курьера с пакетом, в коем был заключен еще один пакет. Распечатанный им пакет содержал приказ немедленно оставить осадный лагерь и отбыть в указанном направлении, а именно в Баварию, и только по прибытии туда, но никак не ранее, вскрыть второй пакет. Взяв его в руки, он нащупал там печать и понял, что получит маршальский жезл. Самое удивительное, что сие ничуть его не обрадовало: его уязвило то, что звание ему решили присвоить после всех прочих и лишь потому, что в нем, Маршене, возникла нужда, — и был в ужасе от той огромной ответственности, каковую на него вознамерились возложить. С необходимыми извинениями он отослал назад курьера и тот пакет, который должен был распечатать лишь в Баварии. Король не переменил решения и тотчас же отослал ему обратно тот же приказ и тот же пакет, с тем чтобы он вскрыл его только в Баварии.— Сен-Симон. Мемуары. 1701—1707. Кн. I. С. 430
Его первой акцией было руководство осадой Аугсбурга, предпринятой Максимилианом. Город сдался 14 декабря, и Марсен расположился там на зимних квартирах.

## Кампании 1704—1705 годов
В 1704 году продолжал командовать в Баварии; во Втором Гохштедтском сражении командовал левым крылом, действовавшим против частей принца Евгения. Сохранял преимущество над противником до конца сражения и, хотя был ранен, сумел после разгрома войск Таллара и курфюрста, организованно отступить, собрав по пути остатки разбитых армий. 25 августа он привел эти части на соединение с армией маршала Вильруа, а к 31 августа французы отступили к Келю.
26 апреля 1705 стал губернатором Валансьена. 4 апреля получил командование Эльзасской армией, которое позднее разделил с Вилларом. Овладел Зельцем, Вердтом, где взял четыре сотни пленных, затем вместе с Вилларом захватил Вейсенбург и Лаутерские линии 3 июля. Зимой командовал в Эльзасе.

## Кампания 1706 года. Смерть маршала

Личный герб.

27 апреля 1706 был назначен руководить Мозельской армией, переправился через Муттер и 1 мая атаковал ретраншементы у Друсенхайма, откуда принц Баденский отступил в таком беспорядке, что французам достались разбитые палатки с большим количеством снаряжения и багажа. Эта победа позволила Виллару деблокировать Форт-Луи на Рейне, который зимой был окружен противником.
После того, как позиции на Рейне оказались в безопасности, король приказал Марсену с 18 батальонами и 40 эскадронами идти на соединение с армией Вильруа во Фландрию. Маршалу Вильруа было приказано ничего не предпринимать до подхода Марсена, но он приказ нарушил и дал сражение при Рамийи, в котором был полностью разгромлен.
3 июля Марсен был переведен в Итальянскую армию, верховное командование которой было поручено герцогу Орлеанскому, не имевшему права ничего предпринимать без согласия маршала. Ко времени прибытия Марсена под Турин положение французов осложнилось из-за неумелых действий герцога Вандомского, не сумевшего помешать принцу Евгению перейти через По. Марсен, по словам Сен-Симона, подробно описывающего события, предшествовавшие Туринскому сражению, стремился угодить генералу Ла-Фейяду, зятю военного министра Шамийяра, ставленника госпожи де Ментенон, и отказывался выводить войска из осадных траншей, где Ла-Фейяд намеревался держать оборону от армии принца Евгения. Мнение других генералов и самого герцога Орлеанского, указывавших, что сражение на столь невыгодной для французов позиции приведет к разгрому, было Марсеном отвергнуто. На военном совете, где обсуждался этот вопрос, он предъявил королевский приказ, согласно которому его мнение должно было считаться решающим для всех генералов.
Застигнутый 7 сентября врасплох атакой принца Евгения, Марсен был тяжело ранен в разгар сражения. По словам Сен-Симона, он «получил удар, пронзивший ему низ живота и перебивший поясницу; он тут же был схвачен и отведен в удаленную от места сражения лачугу». По другим сведениям его сбросила с лошади мушкетная пуля, раздробившая бедро. Хирург принца Савойского ампутировал маршалу ногу, но тот умер сразу после операции. Он был погребен в церкви Мадонны дель Кампаньи под Турином.
Описав смерть Марсена, Сен-Симон еще раз дает ему уничтожающую характеристику:

В его бумагах нашли бессчетное количество пустяков и кучу совершенно удивительных прожектов, полнейший беспорядок в делах и долги, с коими он, даже будь у него в шесть раз большее состояние, никогда бы не смог расплатиться. Крохотного роста, он умел витийствовать, был ловким царедворцем, а точнее, ловким угодником; занятый исключительно своим преуспеянием, но отнюдь не бесчестный, благочестивый на фламандский манер, более склонный к низкопоклонству и лести, чем к подлинной учтивости, он поддерживал отношения только с теми, кто мог быть ему полезен или, напротив, опасен; он был человеком ума пустого и легковесного, лишенным основательности и трезвости суждений и каких бы то ни было талантов, все искусство и достоинства коего заключались в желании и умении угождать.— Сен-Симон. Мемуары. 1701—1707. Кн. II. С. 875—876
Аббат Сен-Пьер характеризовал Маршена, как человека пылкого, благородного, посредственного генерала, с расстроенными финансами.
Поскольку Марсен был холост, на нем закончился род, известный с XV века, и его титулы были упразднены. Натурализовавшись во Франции, он в 1682 году продал замок Модав, построенный его отцом, Максимилиану Генриху Баварскому, епископу Льежскому.